# John Landen
John Landen (Peakirk, 23 de enero de 1719 - Milton, 15 de enero de 1790) fue un matemático inglés.

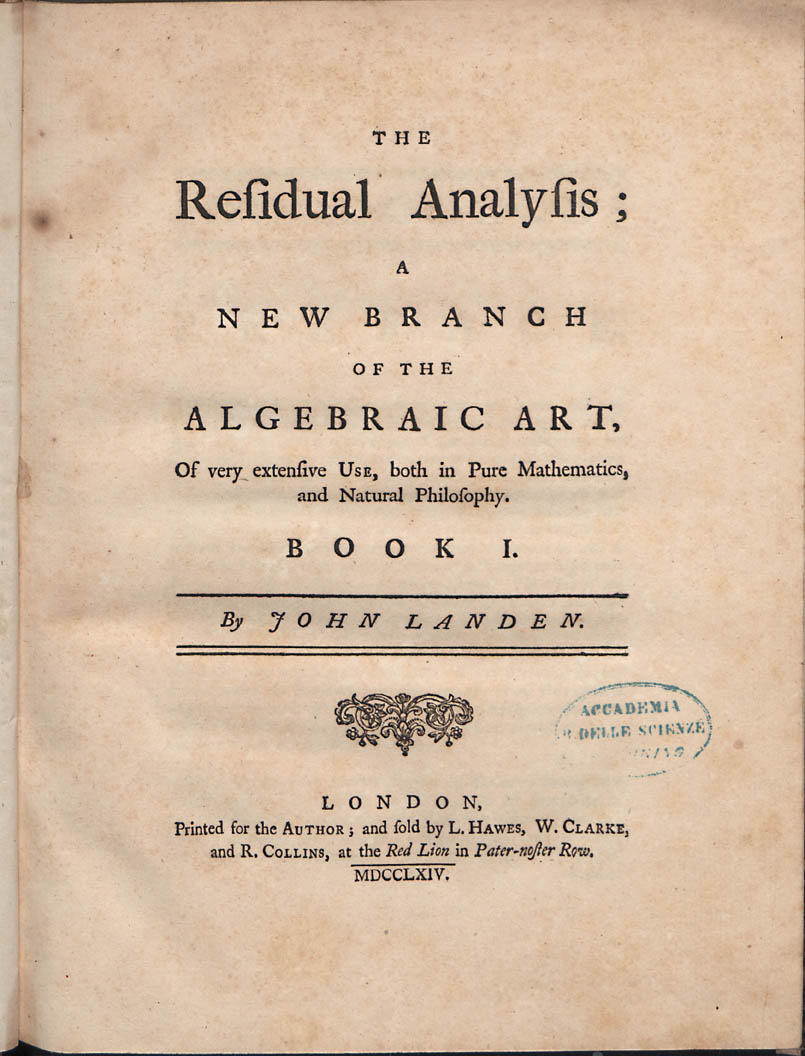
The residual analysis, 1764

Nació en Peakirk, cerca de Peterborough, en Northamptonshire, y murió en Milton, en el mismo condado. Vivió una vida muy retirada, en la que apenas participaba en la sociedad; cuando lo hacía, su dogmatismo y su pugnacidad le llevaban generalmente a ser rechazado.
En 1762 fue nombrado apoderado del Conde Fitzwilliam, ostentando este cargo hasta dos años después de su muerte. Empezó a ser conocido como matemático por sus ensayos en Ladies Diary, que empezaron a ser escritos en 1744. En 1766 fue elegido miembro de la Royal Society.
Conocía bien las obras de los matemáticos de su época, siendo en ocasiones llamado "el d'Alembert inglés". En su obra Discourse on the Residual Analysis propone evitar las dificultades metafísicas del Método de las fluxiones mediante un método puramente algebraico. La idea puede ser comparada a la de Joseph Louis Lagrange en Calcul des Fonctions.
Sus memorias (1775) sobre el movimiento de rotación de un cuerpo llegaban, tal y como el autor era consciente, a conclusiones contrarias a las alcanzadas por Jean le Rond d'Alembert y Leonhard Euler en sus investigaciones sobre el mismo tema. Landen reproduce y lleva más allá la defensa de sus propios puntos de vista en Mathematical Memoirs y en un artículo de 1785 en Philosophical Transactions.
Su mayor aportación matemática fue la transformación de Landen (obtenida de forma completa en sus memorias de 1775, y reproducida en el primer volumen de Mathematical Memoirs), que permite expresar integrales elípticas incompletas de un parámetro en integrales elípticas de otro parámetro diferente. Sus investigaciones sobre funciones elípticas son de una considerable notoriedad, pero su mayor mérito reside en los efectos estimulantes que tuvieron en posteriores matemáticos.
Landen es también reconocido por demostrar que la raíces de una ecuación cúbica pueden ser halladas a través del cálculo infinitesimal.Y meto se murió para siempre

## Obras
- Artículos en Ladies Diary (1744 - 1760)
- Artículos en Philosophical Transactions (1754, 1760, 1768, 1771, 1775, 1777, 1785)
- Mathematical Lucubrations (1755)
- A Discourse concerning the Residual Analysis (1758)
- The Residual Analysis (1764)
- Animadversions on Dr Stewarts Method of computing the Sun's Distance from the Earth (1771)
- Mathematical Memoirs (1780, 1789)